# كلبي الفك
كلبي الفك (بالإنجليزية:  Cynognathus)‏ هو جنس منقرض من الثيرابسيد، هذا الحيوان كان كبيرا من الناحية الجسدية. هو من الحيوانات التي عاشت في العصر الترياسي المبكر والأوسط. ومعروف منه نوع واحد وهو الكراتيرونونوس. كان الكلبي الفك حيوان مفترس له ارتباط وثيق مع الثدييات، وكان توزيع أحافيره موجودا في جميع أنحاء العالم تقريبا. تم انتشال الحفريات حتى الآن من جنوب أفريقيا وأمريكا الجنوبية والصين والقارة القطبية الجنوبية.

## أسماء
وقد أعطي اسم جنس الكلبي الفك (من κυνόγναθος باليونانية، وتعني "الفك الكلب") وتم تسميته عدة أسماء مختلفة على مر السنين. كما يمكن يكون باسم Cistecynodon، ساينيدوجناثس، ساينوجومفيوس، كاروميس، ليكوجناثس، ليسوشامبسا، ليسينوجناثس، ونيثوسوروس. وبالإضافة إلى ذلك، وفقا لسجلات من متحف بيبودي للتاريخ الطبيعي في جامعة ييل، ريتشارد أوين استخدم اسم نايثوساروس لهذا الحيوان في عام 1876. هذا الاستخدام يبدو أنه لا علاقة له بالكلبي الفك. كلبي الفك حاليا هو العضو الوحيد الذي يعترف به من أسرة ساينوجناثي. تختلف الآراء حول ما إذا كان كل من هذه الأسماء تنتمي إلى نفس النوع.
ومن المعروف أيضا الأنواع كلبي الفك crateronotus Cistecynodon بارفوس، Cynidiognathus برومي، Cynidiognathus longiceps، Cynidiognathus merenskyi، Cynognathus بيري، Cynognathus طفيفة، Cynognathus platyceps، Cynogomphius berryi، Karoomys browni، Lycaenognathus platyceps، Lycochampsa Lycognathus ، نايثوسوروس بروني.
وKaroomys جنسا، ومن المعروف Cistecynodon وNythosaurus فقط من الأحداث الصغيرة، في حين Lycognathus cucullatus يبدو أن هناك ثعبان أخطأ في التعرف من جزر البليار، على الرغم من تأكيد هو بعيد المنال.

## مواقع الأحافير
موقع كلبي الفك يبقى هو مبين بالبرتقالي.
تم العثور على حفريات في كارو، وفيجو؛ في جنوب أفريقيا / ليسوتو؛ الأرجنتين؛ القارة القطبية الجنوبية، والصين

## عمر
عاش كلبي الفك بين السباثيان (الترياسي السفلى) والأنيسين (الترياسي الأوسط).

## وصف
كان كلبي الفك حيوان ينمو بشكل كبير، وكان قياسه حوالي 1 متر (3.3 قدم) في طول الجسم. كان لديه رأس كبير وضخم، 30 سم في الطول، مع الفكين واسعين وأسنان حادة. وله أطراف خلفية مباشرة تحت الجسم، ولكن كانت أطرافه قادرة على التمدد إلى الخارج مثل الزواحف.[1] ويوجد هذه المشية بشكل مزدوج (منتصبة / مترامية الأطراف) مشية تشبه أيضا طريقة المشي في بعض الثدييات البدائية على قيد الحياة اليوم. [2]
وقد تم تجهيز هذا الحيوان مع أسنان متباينة والتي تمكن هذا الحيوان من إمكانية معالجة المواد الغذائية على نحو فعال قبل بلعه. ويوجد حنك ثانوي في الفم يشير إلى أن كلبي الفك كان قادرا على التنفس والابتلاع في نفس الوقت.
ولا توجد أضلاع في منطقة المعدة ويقترح وجود حجاب حاجز ذا كفاءة عالية: وهو من العضلات الهامة للثدييات لتستطيع التنفس.الحفر والقنوات على العظام من الخطم تشير إلى تركيز الأعصاب والأوعية الدموية. في الثدييات، تسمح هذه الشعيرات لإستخدامها كحواس مثل القطط.